# 大基色蟌
大基色蟌（学名：Archineura maxima）是越南特有及极危的一种蜻蜓。它们的栖息地被认为位于低地森林溪流。其种加词“maxima”意为“大的”。
仅已知大基色蟌的模式产地位于谅山省枝陵县的同煤市镇，而它们已有110余年未被见到过。现时同煤市镇的原始森林已遭受到极大的破坏，大基色蟌的可能分布区域已不足99平方千米且仍呈下降趋势，它们可能已因为伐木导致的栖息地破坏而绝灭。 